# Abie Nathan
Abie Nathan (en hébreu אברהם "אייבי" נתן), né le 29 avril 1927 à Abadan et mort le 27 août 2008 à Tel Aviv, est un militant pacifiste israélien, fondateur de la station de radio Voice of Peace.
Ayant consacré toute sa vie à la paix, il a dû faire plusieurs grèves de la faim et subir plusieurs incarcérations.
Il a eu une activité très intense dans l'humanitaire, y consacrant toute sa fortune et meurt dans la plus grande misère à Tel Aviv en 2008.
Très populaire et très apprécié par la société israélienne, son action portera ses fruits puisqu'elle précéda les accords de paix d'Oslo.
Abie Nathan restera dans l'histoire d'Israël simultanément un visionnaire et un révolutionnaire.

## Biographie
Abie Nathan naît dans une famille juive à Abadan, en Perse, le 29 avril 1927 et passe son adolescence à Bombay, en Inde. Il devient pilote dans la Royal Air Force en 1944. En 1948, il se propose en tant que pilote dans la Machal (bénévoles de la guerre israélo-arabe en 1948) et reste en Israël par la suite. Il travaille pour El Al Airlines et plus tard ouvre un restaurant à Tel-Aviv,.
Il rencontre le 12 septembre 1988 le chef de l'OLP, Yasser Arafat, à Tunis. Il sera condamné, en 1989, à 18 mois de prison, dont six fermes, pour infraction à une loi de 1986 interdisant tout contact avec des groupes qualifiés de « terroristes » par le gouvernement israélien. Il est de nouveau condamné en octobre 1993 à trois ans de prison dont 18 mois fermes à la suite d'une nouvelle rencontre avec des représentants palestiniens.

## Postérité
Il est cité dans la chanson Give peace a chance, de John Lennon. Un documentaire, The Voice of peace lui est dédié.